# Madeline Eastman
Madeline Eastman (San Francisco, California, 27 de junio de 1954) es una cantante estadounidense de jazz.

## Biografía
Con 18 años, Madeline quedó impresionada por la interpretación que Diana Ross realizó de la leyeda del jazz Billie Holiday en la película "Lady Sings the Blues", y comenzó a considerar la idea de convertirse en vocalista de jazz. Se interesó especialmente en el trabajo de Miles Davis, particularmente por el quinteto que formó a mediados de los 60 con Wayne Shorter, Herbie Hancock, Ron Carter y Tony Williams. Desde un punto de vista vocal, su mayor influencia fue Carmen McRae, una de las más incisivas intérpretes de jazz.
In 2004, Eastman ocupó el tercer lugar en la lista de "mejores vocalistas femeninas de jazz" en una encuesta realizada ente los lectores de la revista Down Beat. La misma revista publicó una encuesta realizada a críticos especializados que destacaron el talento de Eastman, así como la falta de reconocimiento del mismo. 
Madeline Eastman ha realizado actuaciones desde Japón a Finlandia pasando por los mejores escenarios de Nueva York y San Francisco o por festivales como el Cotati Jazz Festival, el legendario Festival de Jazz de Monterey o el Glasgow Jazz Festival, además de ejercer la docencia en el departamento vocal del Stanford Jazz Workshop. Fue también nombrada catedrática de estudios vocales del Conservatorio de Jazz de California.
Ha publicado cinco álbumes con su propio sello, Mad Kat, fundado junto a la cantante Kitty Margolis. En las grabaciones de Eastman han colaborado prestigiosos músicos como los pianistas Cedar Walton y Kenny Barron, el saxofonista Phil Woods, el bajista Rufus Reid y el batería Tony Williams.

## Discografía
- 1990 - Point of Departure
- 1991 - Mad About Madeline!
- 1995 - Art Attack
- 2001 - BARE, A Collection of Ballads
- 2003 - The Speed of Life
- 2012 - A Quiet Thing